# Daniel Frank
Johan Daniel Frank, ursprungligen Petersson, född 10 oktober 1975 i Vaksala församling i Uppsala, är en svensk operasångare (tenor) och sångpedagog.

## Biografi
Daniel Frank föddes i Uppsala som son till Bosse Petersson, senare Frank, och Irene Oskarsdotter, senare Danielsson. Efternamnet Frank är taget efter Daniel Franks farmor.
Frank är utbildad vid Uppsala Musikklasser, tvåårig musiklinje på Bolandsskolan, ettårig påbyggnadsutbildning på Södra Latins gymnasium, musiklinjen på Kävesta folkhögskola och Musikhögskolan vid Örebro universitet.
Under uppväxten sjöng Frank i Uppsala Domkyrkas Gosskör under ledning av bland andra Stefan Parkman. Men redan i 15-årsåldern började han kombinera den sakrala kyrkosången med den mycket mer profana hårdrockssången. Ett spirande teaterintresse fick Frank att söka sig mot musikteater i allmänhet och Kävesta Folkhögskolas musikteaterlinje i synnerhet. Inom teatern kan nämnas roller som Kapten Krok i J.M. Barries Peter Pan och Mr. Fix i Jules Vernes Jorden runt på 80 dagar. En omarbetning av Vernes bok med musik skriven av Per Dunsö.
Han gjorde sin operadebut 2009 som John Sorel i Konsuln på Folkoperan i Stockholm men redan 2010 bytte Frank röstfack till hjältetenor, vilket ledde till utlandsdebuten som Tannhäuser i Tannhäuser på Deutsche Oper am Rhein. Uppsättningen fick stort genomslag i hela västvärlden tack vare sitt direkta och råa scenspråk. Få människor fick dock chansen att se föreställningen då den enbart framfördes på premiären. Resten av föreställningarna framfördes semi-konsertant. Förutom ovannämnda har Frank bland annat arbetat på Konzert Theater Bern, Narodni Divadlo - Praha, Badisches Staatstheater - Karlsruhe, Kungliga operan - Stockholm, Deutsches Nationaltheater und Staatskapelle - Weimar, Göteborgsoperan, Teatro Jorge Eliecer Gaitan - Bogotá, Leipzig Oper, Staatstheater Kassel, Teatro Comunale - Bologna och Malmö opera.
Han var också sångare i rockbandet Solid Flow 2004 till 2015. Frank har studerat sång för bland andra Christer Solén, Hans Dornbusch, Solvieg Ågren och Björn Blomqvist.

## Priser och utmärkelser
- 2010 – Uppsala kommuns kulturstipendium
- 2010 – Folkoperans vänners soliststipendium
- 2012 – Birgit Nilsson-stipendiet
- 2012 – Den Nordiska Första S:t Johannislogen Jubelfond
- 2013 – Operavännernas Brodin-stipendium
- 2014 – Stiftelsen Kungliga Teaterns Solisters Set Svanholm-stipendium
- 2014 – Tidskriften Operas Operapris[4]

## Roller (opera)
- John Sorel i  Konsuln (Gian Carlo Menotti) Folkoperan, Stockholm 2009
- Nourabad i Pärlfiskarna (Georges Bizet) Folkoperan, Stockholm 2009
- Zurga i Pärlfiskarna (Georges Bizet) Folkoperan, Stockholm 2009
- Severin i Silversjön (Kurt Weill) Folkoperan, Stockholm 2010
- Fernando Villabella i Den tjuvaktiga skatan (Gioacchino Rossini) Läckö slott, Lidköping 2010
- Valentine i Faust (Charles Gounod) Folkoperan, Stockholm 2010
- Peter Quint i The Turn of the Screw (Benjamin Britten) Läckö slott, Lidköping 2011
- Laca Klemeň i Jenůfa (Leoš Janáček) Malmö Opera, Malmö 2011
- Don José i Carmen (Georges Bizet) Norrlandsoperan, Umeå 2012
- Tannhäuser i Tannhäuser (Richard Wagner) Deutsche Oper am Rhein, Düsseldorf 2013
- Tamino i Trollflöjten (Wolfgang Amadeus Mozart) Malmö Opera, Malmö 2013
- Tannhäuser i Tannhäuser (Richard Wagner) Teatro Jorge Eliécer Gaitan, Bogotá 2013
- Laca Klemeň i Jenůfa (Leoš Janáček) Theater Kiel, Kiel 2013
- Tannhäuser i Tannhäuser (Richard Wagner) Statni Opera, Prag 2014
- Tannhäuser i Tannhäuser (Richard Wagner) Kungliga Operan, Stockholm 2014
- Peter Grimes i Peter Grimes (Benjamin Britten) Konzert Theater Bern, Bern 2014
- Florestan i Fidelio (Ludwig van Beethoven) Wermland Opera, Karlstad 2014
- Radames i Aida (Giuseppe Verdi) Malmö Opera, Malmö 2015
- Tannhäuser i Tannhäuser (Richard Wagner) Statni Opera, Prag 2015
- Lohengrin i Lohengrin (Richard Wagner) Konzert Theater Bern, Bern 2015
- Paul i Die tote Stadt (Erich Wolfgang Korngold) Wermland Opera, Karlstad 2016
- Tannhäuser i Tannhäuser (Richard Wagner) Konzert Theater Bern, Bern 2017
- Florestan i Fidelio (Ludwig van Beethoven) Deutsches Nationaltheater und Staatskapelle, Weimar 2017
- Siegfried i Götterdämmerung (Richard Wagner) Badische Staatstheater, Karlsruhe 2017 - 2018
- Bacchus i Ariadne auf Naxos (Richard Strauss) Göteborgsoperan, Göteborg 2018
- Siegmund i Valkyrian (Richard Wagner) Deutsche Oper am Rhein, Duisburg 2018
- Florestan i Fidelio (Ludwig van Beethoven) Stavovské divadlo, Prag 2018 - 2019
- Tannhäuser i Tannhäuser (Richard Wagner) Leipzig Opera, Leipzig 2018
- Paul i Die tote Stadt (Erich Wolfgang Korngold) Nederlandse Reisopera, Enschede 2018
- Tannhäuser i Tannhäuser (Richard Wagner) Hong Kong Arts festival, Hongkong 2019
- Tristan i Tristan och Isolde (Richard Wagner) Konzert Theater Bern, Bern 2019
- Bacchus i Ariadne auf Naxos (Richard Strauss) Deutsche Oper am Rhein, Düsseldorf 2019
- Florestan i Fidelio (Ludwig van Beethoven) Teatro Comunale, Bologna 2019
- Siegmund i Valkyrian (Richard Wagner) Deutsche Oper am Rhein, Düsseldorf 2019
- Siegfried i Götterdämmerung (Richard Wagner)  Staatstheater Kassel, Kassel 2020
- Tristan i Tristan och Isolde (Richard Wagner) Deutsche Oper am Rhein, Duisburg 2021
- Siegmund i Valkyrian (Richard Wagner) Kungliga Operan, Stockholm 2022
- Boris i Katja Kabanova (Leos Janacek) Deutsche Oper am Rhein, Duisburg 2022
- Siegmund i Valkyrian (Richard Wagner) Theater Dortmund, Dortmund 2022

## Diskografi

### LP
- 1986 - Uppsala domkyrkas gosskör: Goder afton i denna sal! (Orfeus)
- 1987 - Uppsala domkyrkas gosskör: Förklädd Gud (Proprius)
- 1988 - Samlingsskiva: Frögdesång och lustig dantz (Musica Sveciae)

### CD
- 2005 – Stella, Solvieg Ågrens kammarkör: Julens stjärna (Naxos)
- 2007 – Stella, Solvieg Ågrens kammarkör: Om sommaren (Naxos)
- 2008 – Stella, Solvieg Ågrens kammarkör: Människan på jorden (Naxos)
- 2008 – Samlingsskiva: God Jul (Naxos)
- 2014 – Tannhäuser (Premiere Opera)

### DVD
- 2011 – Jenůfa (Arthaus Musik/Naxos)
- 2011 – Jenůfa (Premiere Opera)